# Fabián Roncero

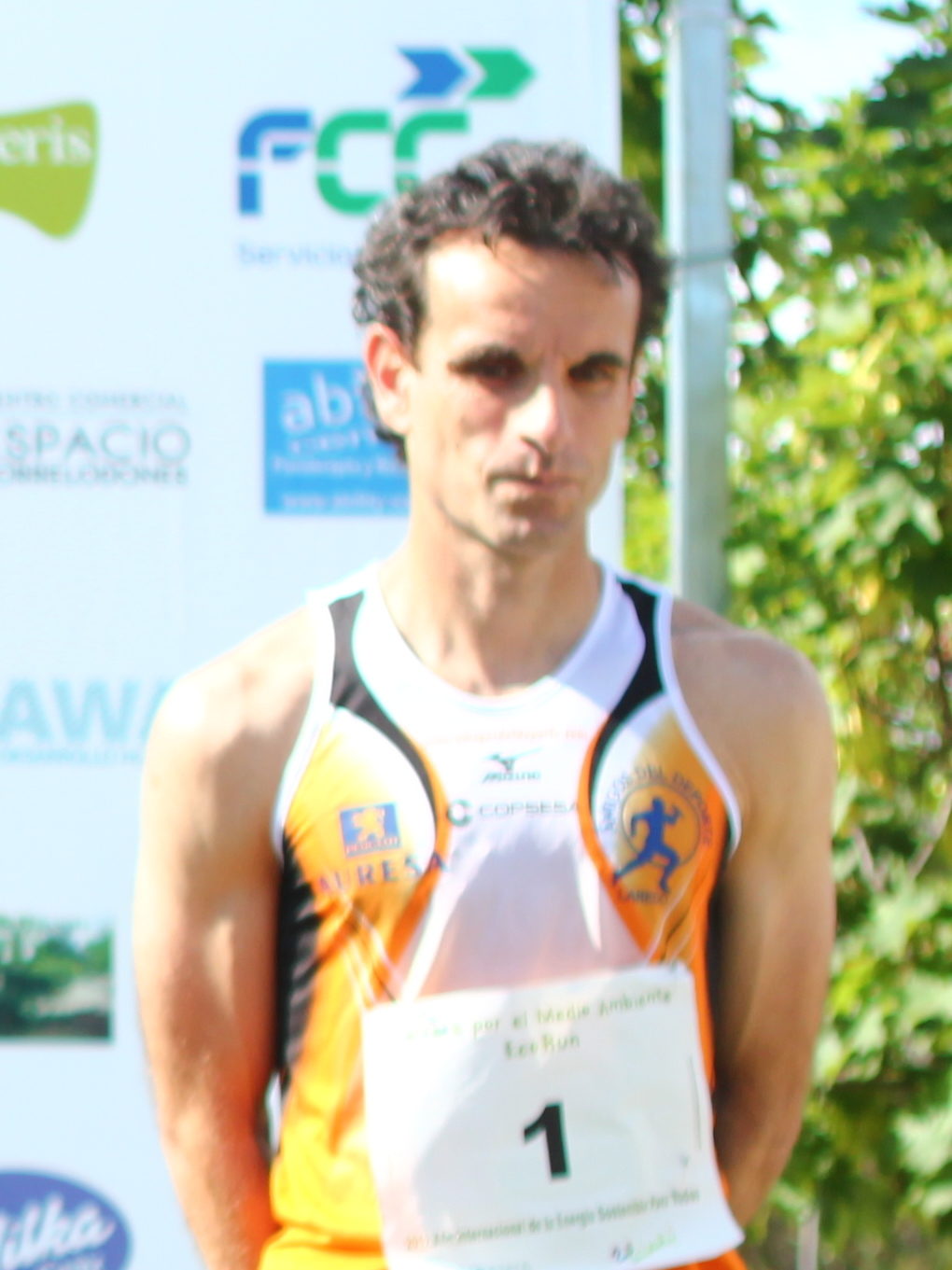
Fabián Roncero

Fabián Roncero (* 19. Oktober 1970 in Madrid) ist ein ehemaliger spanischer Langstreckenläufer und ehemaliger Inhaber des Europarekords im Halbmarathon.
Beim Marathon der Leichtathletik-Weltmeisterschaften 1997 in Athen wurde er Sechster. 1998 siegte er beim Rotterdam-Marathon in 2:07:26 h und stellte ein Jahr später an gleicher Stelle als Zweiter seine Bestzeit von 2:07:23 h auf.
Bei den Leichtathletik-Weltmeisterschaften 2001 in Edmonton wurde er Fünfter im 10.000-Meter-Lauf. Im selben Jahr blieb er als Sieger des Berliner Halbmarathon in 59:52 min als erster Europäer unter einer Stunde.